# Бербено ди Валтелина
Бербѐно ди Валтелѝна (на италиански: Berbenno di Valtellina, на западноломбардски: Berbèn, Бербен) е малко градче и община в Северна Италия, провинция Сондрио, регион Ломбардия. Разположено е на 370 m надморска височина. Населението на общината е 4367 души (към 2010 г.).